# پری‌الیکایی بال‌سرخ
پری‌الیکایی بال‌سرخ (نام علمی: Malurus elegans) نام یک گونه از سرده پری‌الیکاییان است.